# Folketingsmedlemmer valgt i 2007
Folketingets medlemmer (MF) tæller 179 medlemmer (mandater). Heraf er to fra Færøerne og to fra Grønland (nordatlantiske mandater). Medlemmerne vælges fra 12 valgkredse for en periode på op til fire år.
Mandaterne blev ved valget fordelt som følger på partierne (senere partiskift og ændringer er ikke medtaget):

Alfabetisk liste over medlemmer valgt til Folketinget ved valget den 13. november 2007.
| Partibogstav | Partinavn                   | Partileder             | Mandater | +/- | Kredsmandater | Tillægsmandater |
| ------------ | --------------------------- | ---------------------- | -------- | --- | ------------- | --------------- |
| A            | Socialdemokratiet           | Helle Thorning-Schmidt | 45       | -2  | 41            | 4               |
| B            | Det Radikale Venstre        | Margrethe Vestager     | 9        | -8  | 3             | 6               |
| C            | Det Konservative Folkeparti | Bendt Bendtsen         | 18       | 0   | 11            | 7               |
| F            | Socialistisk Folkeparti     | Villy Søvndal          | 23       | +12 | 19            | 4               |
| O            | Dansk Folkeparti            | Pia Kjærsgaard         | 25       | +1  | 20            | 5               |
| V            | Venstre                     | Anders Fogh Rasmussen  | 46       | -6  | 40            | 6               |
| Y            | Ny Alliance                 | Naser Khader           | 5        | +5  | 0             | 5               |
| Ø            | Enhedslisten                | Kollektiv ledelse      | 4        | -2  | 1             | 3               |
| Færøerne     |                             |                        |          |     |               |                 |
| B            | Sambandsflokkurin           | Kaj Leo Johannesen     | 1        | +1  |               |                 |
| E            | Tjóðveldi                   | Høgni Hoydal           | 1        | 0   |               |                 |
| Grønland     |                             |                        |          |     |               |                 |
|              | Inuit Ataqatigiit           | Josef Motzfeldt        | 1        | 0   |               |                 |
|              | Siumut                      | Hans Enoksen           | 1        | 0   |               |                 |

## Valgte medlemmer ved valget 13.11.2007
| Navn                            | Parti | Parti                       | Storkreds        |
| ------------------------------- | ----- | --------------------------- | ---------------- |
| Thomas Adelskov                 |       | Socialdemokratiet           | Sjælland         |
| Pia Adelsteen                   |       | Dansk Folkeparti            | Nordsjælland     |
| Hanne Agersnap                  |       | Socialistisk Folkeparti     | Københavns Omegn |
| Yildiz Akdogan                  |       | Socialdemokratiet           | København        |
| Simon Emil Ammitzbøll           |       | Det Radikale Venstre        | Sjælland         |
| Eigil Andersen                  |       | Socialistisk Folkeparti     | Østjylland       |
| Kim Andersen                    |       | Venstre                     | Østjylland       |
| Poul Andersen                   |       | Socialdemokratiet           | Fyn              |
| Sophie Hæstorp Andersen         |       | Socialdemokratiet           | Københavns Omegn |
| Christine Antorini              |       | Socialdemokratiet           | København        |
| Ida Auken                       |       | Socialistisk Folkeparti     | København        |
| Svend Auken                     |       | Socialdemokratiet           | Østjylland       |
| Pernille Vigsø Bagge            |       | Socialistisk Folkeparti     | Nordjylland      |
| Line Barfod                     |       | Enhedslisten                | Sjælland         |
| Lars Barfoed                    |       | Det Konservative Folkeparti | Nordsjælland     |
| Gitte Lillelund Bech            |       | Venstre                     | Københavns Omegn |
| Tom Behnke                      |       | Det Konservative Folkeparti | Østjylland       |
| Bendt Bendtsen                  |       | Det Konservative Folkeparti | Fyn              |
| Per Bisgaard                    |       | Venstre                     | Nordjylland      |
| René Skau Björnsson             |       | Socialdemokratiet           | Østjylland       |
| Liselott Blixt                  |       | Dansk Folkeparti            | Sjælland         |
| Flemming Bonne                  |       | Socialistisk Folkeparti     | Sjælland         |
| Erling Bonnesen                 |       | Venstre                     | Fyn              |
| Karl Bornhøft                   |       | Socialistisk Folkeparti     | Nordjylland      |
| Colette Brix                    |       | Dansk Folkeparti            | Sjælland         |
| Henrik Brodersen                |       | Dansk Folkeparti            | Sjælland         |
| Kirsten Brosbøl                 |       | Socialdemokratiet           | Østjylland       |
| Morten Bødskov                  |       | Socialdemokratiet           | Københavns Omegn |
| Bent Bøgsted                    |       | Dansk Folkeparti            | Nordjylland      |
| Anne Baastrup                   |       | Socialistisk Folkeparti     | Fyn              |
| Mogens Camre                    |       | Dansk Folkeparti            | Sydjylland       |
| Özlem Sara Cekic                |       | Socialistisk Folkeparti     | København        |
| Carina Christensen              |       | Det Konservative Folkeparti | Sydjylland       |
| Ole Vagn Christensen            |       | Socialdemokratiet           | Nordjylland      |
| Peter Christensen               |       | Venstre                     | Sydjylland       |
| Troels Christensen              |       | Venstre                     | Sjælland         |
| Anne-Mette Winther Christiansen |       | Venstre                     | Østjylland       |
| Kim Christiansen                |       | Dansk Folkeparti            | Østjylland       |
| Pia Christmas-Møller            |       | Det Konservative Folkeparti | Nordsjælland     |
| Per Clausen                     |       | Enhedslisten                | Østjylland       |
| Bente Dahl                      |       | Det Radikale Venstre        | Sydjylland       |
| Jonas Dahl                      |       | Socialistisk Folkeparti     | Østjylland       |
| Kristian Thulesen Dahl          |       | Dansk Folkeparti            | Fyn              |
| Lennart Damsbo-Andersen         |       | Socialdemokratiet           | Sjælland         |
| Mikkel Dencker                  |       | Dansk Folkeparti            | Københavns Omegn |
| Jørn Dohrmann                   |       | Dansk Folkeparti            | Sydjylland       |
| Lone Dybkjær                    |       | Det Radikale Venstre        | København        |
| Charlotte Dyremose              |       | Det Konservative Folkeparti | Københavns Omegn |
| Pia Olsen Dyhr                  |       | Socialistisk Folkeparti     | Nordsjælland     |
| Louise Schack Elholm            |       | Venstre                     | Sjælland         |
| Karen Ellemann                  |       | Venstre                     | Københavns Omegn |
| Benny Engelbrecht               |       | Socialdemokratiet           | Sydjylland       |
| Lene Espersen                   |       | Det Konservative Folkeparti | Nordjylland      |
| Søren Espersen                  |       | Dansk Folkeparti            | Københavns Omegn |
| Mia Falkenberg                  |       | Dansk Folkeparti            | Sjælland         |
| Pernille Frahm                  |       | Socialistisk Folkeparti     | Østjylland       |
| Claus Hjort Frederiksen         |       | Venstre                     | Nordsjælland     |
| Mette Frederiksen               |       | Socialdemokratiet           | Københavns Omegn |
| Steen Gade                      |       | Socialistisk Folkeparti     | Vestjylland      |
| Søren Gade                      |       | Venstre                     | Vestjylland      |
| Mette Gjerskov                  |       | Socialdemokratiet           | Sjælland         |
| Carsten Hansen                  |       | Socialdemokratiet           | Fyn              |
| Christian H. Hansen             |       | Dansk Folkeparti            | Vestjylland      |
| Eva Kjer Hansen                 |       | Venstre                     | Sydjylland       |
| Lene Hansen                     |       | Socialdemokratiet           | Nordjylland      |
| Torben Hansen                   |       | Socialdemokratiet           | Østjylland       |
| Marlene Harpsøe                 |       | Dansk Folkeparti            | Nordsjælland     |
| Orla Hav                        |       | Socialdemokratiet           | Nordjylland      |
| Connie Hedegaard                |       | Det Konservative Folkeparti | Københavns Omegn |
| Juliane Henningsen              |       | Inuit Ataqatigiit           | Grønland         |
| Martin Henriksen                |       | Dansk Folkeparti            | København        |
| Magnus Heunicke                 |       | Socialdemokratiet           | Sjælland         |
| Britta Schall Holberg           |       | Venstre                     | Fyn              |
| Anne Grete Holmsgaard           |       | Socialistisk Folkeparti     | København        |
| Birthe Rønn Hornbech            |       | Venstre                     | Sjælland         |
| Høgni Hoydal                    |       | Tjóðveldi                   | Færøerne         |
| Rikke Hvilshøj                  |       | Venstre                     | København        |
| Karen Hækkerup                  |       | Socialdemokratiet           | København        |
| Klaus Hækkerup                  |       | Socialdemokratiet           | Nordsjælland     |
| Nick Hækkerup                   |       | Socialdemokratiet           | Nordsjælland     |
| Ole Hækkerup                    |       | Socialdemokratiet           | Sjælland         |
| Karsten Hønge                   |       | Socialistisk Folkeparti     | Fyn              |
| Henrik Høegh                    |       | Venstre                     | Sjælland         |
| Bertel Haarder                  |       | Venstre                     | Københavns Omegn |
| Marianne Jelved                 |       | Det Radikale Venstre        | Nordjylland      |
| Jacob Jensen                    |       | Venstre                     | Sjælland         |
| Kristian Jensen                 |       | Venstre                     | Vestjylland      |
| Leif Lahn Jensen                |       | Socialdemokratiet           | Østjylland       |
| Michael Aastrup Jensen          |       | Venstre                     | Østjylland       |
| Mogens Jensen                   |       | Socialdemokratiet           | Vestjylland      |
| Nanna Westerby Jensen           |       | Socialistisk Folkeparti     | Nordsjælland     |
| Peter Juel Jensen               |       | Venstre                     | Bornholm         |
| Thomas Jensen                   |       | Socialdemokratiet           | Vestjylland      |
| Karen Jespersen                 |       | Venstre                     | Østjylland       |
| Edmund Joensen                  |       | Sambandsflokkurin           | Færøerne         |
| Lars-Emil Johansen              |       | Siumut                      | Grønland         |
| Birgitte Josefsen               |       | Venstre                     | Nordjylland      |
| Per Ørum Jørgensen              |       | Det Konservative Folkeparti | Vestjylland      |
| Naser Khader                    |       | Ny Alliance                 | København        |
| Vivi Kier                       |       | Det Konservative Folkeparti | Fyn              |
| Jens Kirk                       |       | Venstre                     | Vestjylland      |
| Henriette Kjær                  |       | Det Konservative Folkeparti | Østjylland       |
| Pia Kjærsgaard                  |       | Dansk Folkeparti            | Sjælland         |
| Karen Klint                     |       | Socialdemokratiet           | Sydjylland       |
| Anita Knakkergaard              |       | Dansk Folkeparti            | Nordjylland      |
| Jeppe Kofod                     |       | Socialdemokratiet           | Bornholm         |
| Astrid Krag                     |       | Socialistisk Folkeparti     | Sjælland         |
| Søren Krarup                    |       | Dansk Folkeparti            | Sydjylland       |
| Henrik Dam Kristensen           |       | Socialdemokratiet           | Østjylland       |
| Knud Kristensen                 |       | Det Konservative Folkeparti | Nordjylland      |
| Jesper Langballe                |       | Dansk Folkeparti            | Vestjylland      |
| Flemming Damgaard Larsen        |       | Venstre                     | Sjælland         |
| Henrik Sass Larsen              |       | Socialdemokratiet           | Sjælland         |
| Karsten Lauritzen               |       | Venstre                     | Nordjylland      |
| Bjarne Laustsen                 |       | Socialdemokratiet           | Nordjylland      |
| Mike Legarth                    |       | Det Konservative Folkeparti | Sydjylland       |
| Lars Christian Lilleholt        |       | Venstre                     | Fyn              |
| Karina Lorentzen                |       | Socialistisk Folkeparti     | Sydjylland       |
| Kristian Pihl Lorentzen         |       | Venstre                     | Vestjylland      |
| Jens Chr. Lund                  |       | Socialdemokratiet           | Vestjylland      |
| Mogens Lykketoft                |       | Socialdemokratiet           | Københavns Omegn |
| Sophie Løhde                    |       | Venstre                     | Nordsjælland     |
| Anne-Marie Meldgaard            |       | Socialdemokratiet           | Østjylland       |
| Morten Messerschmidt            |       | Dansk Folkeparti            | Østjylland       |
| Brian Mikkelsen                 |       | Det Konservative Folkeparti | Sjælland         |
| Flemming Møller Mortensen       |       | Socialdemokratiet           | Nordjylland      |
| Kim Mortensen                   |       | Socialdemokratiet           | Sydjylland       |
| Helge Adam Møller               |       | Det Konservative Folkeparti | Sjælland         |
| Lone Møller                     |       | Socialdemokratiet           | Nordsjælland     |
| Per Stig Møller                 |       | Det Konservative Folkeparti | København        |
| Tina Nedergaard                 |       | Venstre                     | Nordjylland      |
| Holger K. Nielsen               |       | Socialistisk Folkeparti     | Københavns Omegn |
| Jakob Axel Nielsen              |       | Det Konservative Folkeparti | Nordjylland      |
| Karsten Nonbo                   |       | Venstre                     | Sjælland         |
| Karin Nødgaard                  |       | Dansk Folkeparti            | Sydjylland       |
| Ellen Trane Nørby               |       | Venstre                     | Sydjylland       |
| John Dyrby Paulsen              |       | Socialdemokratiet           | Sjælland         |
| Thor Pedersen                   |       | Venstre                     | Nordsjælland     |
| Torsten Schack Pedersen         |       | Venstre                     | Nordjylland      |
| Jesper Petersen                 |       | Socialistisk Folkeparti     | Sydjylland       |
| Morten Helveg Petersen          |       | Det Radikale Venstre        | Københavns Omegn |
| Niels Helveg Petersen           |       | Det Radikale Venstre        | Fyn              |
| Tina Petersen                   |       | Dansk Folkeparti            | Fyn              |
| Søren Pind                      |       | Venstre                     | København        |
| Ib Poulsen                      |       | Dansk Folkeparti            | Nordjylland      |
| Johs. Poulsen                   |       | Det Radikale Venstre        | Vestjylland      |
| Jørgen Poulsen                  |       | Ny Alliance                 | Sydjylland       |
| Troels Lund Poulsen             |       | Venstre                     | Østjylland       |
| Rasmus Prehn                    |       | Socialdemokratiet           | Nordjylland      |
| Kamal H. Qureshi                |       | Socialistisk Folkeparti     | København        |
| Julie Rademacher                |       | Socialdemokratiet           | Sydjylland       |
| Anders Fogh Rasmussen           |       | Venstre                     | Sjælland         |
| Lars Løkke Rasmussen            |       | Venstre                     | Nordsjælland     |
| Preben Rudiengaard              |       | Venstre                     | Sydjylland       |
| Anders Samuelsen                |       | Ny Alliance                 | Østjylland       |
| Helge Sander                    |       | Venstre                     | Vestjylland      |
| Hans Christian Schmidt          |       | Venstre                     | Sydjylland       |
| Johanne Schmidt-Nielsen         |       | Enhedslisten                | København        |
| Gitte Seeberg                   |       | Ny Alliance                 | Sjælland         |
| Lise von Seelen                 |       | Socialdemokratiet           | Sydjylland       |
| Niels Sindal                    |       | Socialdemokratiet           | Fyn              |
| Helle Sjelle                    |       | Det Konservative Folkeparti | København        |
| Hans Kristian Skibby            |       | Dansk Folkeparti            | Østjylland       |
| Julie Skovsby                   |       | Socialdemokratiet           | Fyn              |
| Peter Skaarup                   |       | Dansk Folkeparti            | København        |
| Ole Sohn                        |       | Socialistisk Folkeparti     | Sjælland         |
| Inger Støjberg                  |       | Venstre                     | Vestjylland      |
| Villy Søvndal                   |       | Socialistisk Folkeparti     | Sydjylland       |
| Hans Chr. Thoning               |       | Venstre                     | Sydjylland       |
| Helle Thorning-Schmidt          |       | Socialdemokratiet           | København        |
| Kristen Touborg                 |       | Socialistisk Folkeparti     | Vestjylland      |
| Ulla Tørnæs                     |       | Venstre                     | Sydjylland       |
| Jens Peter Vernersen            |       | Socialdemokratiet           | Vestjylland      |
| Eyvind Vesselbo                 |       | Venstre                     | Østjylland       |
| Margrethe Vestager              |       | Det Radikale Venstre        | Nordsjælland     |
| Jens Vibjerg                    |       | Venstre                     | Sydjylland       |
| Morten Østergaard               |       | Det Radikale Venstre        | Østjylland       |
| Frank Aaen                      |       | Enhedslisten                | Københavns Omegn |
| Malou Aamund                    |       | Ny Alliance                 | Nordsjælland     |

## Parti- og personskift i perioden 2007-11

### Partiskift
(OBS: Ny Alliance skiftede 28. august 2008 navn til Liberal Alliance og fik ved samme lejlighed nyt principprogram, ligesom man skiftede valgbogstav (fra Y til I). I tabellen er brugt det navn, partiet havde ved partiskiftet)
| Navn                  | Gammelt parti | Gammelt parti               | Storkreds    | Nyt parti | Nyt parti                   | Dato             |
| --------------------- | ------------- | --------------------------- | ------------ | --------- | --------------------------- | ---------------- |
| Simon Emil Ammitzbøll |               | Det Radikale Venstre        | Sjælland     |           | Borgerligt Centrum          | 13. februar 2008 |
| Simon Emil Ammitzbøll |               | Borgerligt Centrum          | Sjælland     |           | Liberal Alliance            | 16. juni 2009    |
| Pia Christmas-Møller  |               | Det Konservative Folkeparti | Nordsjælland |           | Løsgænger                   | 5. december 2007 |
| Pia Christmas-Møller  |               | Løsgænger                   | Nordsjælland |           | Det Konservative Folkeparti | 31. august 2011  |
| Christian H. Hansen   |               | Dansk Folkeparti            | Vestjylland  |           | Løsgænger                   | 19. januar 2010  |
| Christian H. Hansen   |               | Løsgænger                   | Vestjylland  |           | Miljøpartiet Fokus          | 2011             |
| Per Ørum Jørgensen    |               | Det Konservative Folkeparti | Vestjylland  |           | Kristendemokraterne         | 19. maj 2010     |
| Naser Khader          |               | Liberal Alliance            | København    |           | Det Konservative Folkeparti | 5. januar 2009   |
| Jørgen Poulsen        |               | Ny Alliance                 | Sydjylland   |           | Løsgænger                   | 24. juni 2008    |
| Jørgen Poulsen        |               | Løsgænger                   | Sydjylland   |           | Det Radikale Venstre        | 12. august 2008  |
| Gitte Seeberg         |               | Ny Alliance                 | Sjælland     |           | Løsgænger                   | 29. januar 2008  |
| Malou Aamund          |               | Liberal Alliance            | Nordsjælland |           | Venstre                     | 5. februar 2009  |

### Personskift
| Stedfortræder               | Parti | Parti                       | Storkreds        | Afløst medlem          | Dato               | Begrundelse                                                                                                  |
| --------------------------- | ----- | --------------------------- | ---------------- | ---------------------- | ------------------ | --- |
| Anita Christensen           |       | Dansk Folkeparti            | Sydjylland       | Mogens Camre           | 13. november 2007  | Camre nedlagde straks efter folketingsvalget sit mandat, da han hellere ville fortsætte i Europaparlamentet. |
| Marion Pedersen             |       | Venstre                     | København        | Rikke Hvilshøj         | 2008               | Hvilshøj nedlagde sit mandat.                                                                                |
| Flemming Møller             |       | Venstre                     | Sjælland         | Anders Fogh Rasmussen  | 21. april 2009     | Rasmussen nedlagde sit mandat.                                                                               |
| Jørgen S. Lundsgaard        |       | Det Konservative Folkeparti | Fyn              | Bendt Bendtsen         | 18. juni 2009      | Bendt Bendtsen nedlagde sit mandat.                                                                          |
| Per Dalgaard                |       | Dansk Folkeparti            | Østjylland       | Morten Messerschmidt   | 19. juni 2009      | Messerschmidt nedlagde sit mandat.                                                                           |
| Villum Christensen          |       | Liberal Alliance            | Sjælland         | Gitte Seeberg          | 1. september 2008  | Seeberg nedlagde sit mandat.                                                                                 |
| René Christensen            |       | Dansk Folkeparti            | Sjælland         | Mia Falkenberg         | 9. oktober 2008    | Falkenberg nedlagde sit mandat.                                                                              |
| Maja Panduro                |       | Socialdemokratiet           | Østjylland       | Svend Auken            | 4. august 2009     | Auken afgik ved døden.                                                                                       |
| Anne Marie Geisler Andersen |       | Radikale Venstre            | Københavns Omegn | Morten Helveg Petersen | 1. september 2009  | Petersen nedlagde sit mandat.                                                                                |
| Meta Fuglsang               |       | Socialistisk Folkeparti     | Sjælland         | Flemming Bonne         | 10. september 2009 | Bonne afgik ved døden.                                                                                       |
| Vibeke Grave                |       | Socialdemokratiet           | Sjælland         | Thomas Adelskov        | 1. januar 2010     | Adelskov nedlagde sit mandat, da han blev udpeget som borgmester i Odsherred Kommune                         |
| Per Husted                  |       | Socialdemokratiet           | Nordjylland      | Lene Hansen            | 1. januar 2010     | Hansen nedlagde sit mandat.                                                                                  |
| Tage Leegaard               |       | Det Konservative Folkeparti | Nordjylland      | Knud Kristensen        | 1. januar 2010     | Kristensen nedlagde sit mandat.                                                                              |
| Henrik Rasmussen            |       | Det Konservative Folkeparti | Københavns Omegn | Connie Hedegaard       | 4. januar 2010     | Hedegaard nedlagde sit mandat.                                                                               |
| Mads Rørvig                 |       | Venstre                     | Vestjylland      | Søren Gade             | 24. februar 2010   | Gade nedlagde sit mandat.                                                                                    |
| Rasmus Jarlov               |       | Det Konservative Folkeparti | Københavns Omegn | Henrik Rasmussen       | 31. august 2010    | Rasmussen nedlagde sit mandat.                                                                               |
| Daniel Rugholm              |       | Det Konservative Folkeparti | Nordjylland      | Jakob Axel Nielsen     | 1. november 2010   | Nielsen nedlagde sit mandat.                                                                                 |
| Niels Høiby                 |       | Liberal Alliance            | Nordsjælland     | Malou Aamund           | 5. juni 2011       | Aamund nedlagde sit mandat.                                                                                  |